# New Hanover
New Hanover este un oraș din provincia Kwazulu-Natal, Africa de Sud.